# Podolany (Białowieża)
Podolany – część wsi Białowieża w Polsce, położona w województwie podlaskim, w powiecie hajnowskim, w gminie Białowieża, na obszarze Puszczy Białowieskiej i przy trasie nieczynnej linii kolejowej Hajnówka-Białowieża. 
1 czerwca 1952 zniesiono istniejące od 1934 roku gromady Podolany (z Podolanami i Białowieżą), Stoczek i Zastawa tworząc z nich wspólną gromadę o nazwie Białowieża.
W latach 1975–1998 Podolany administracyjnie należały do województwa białostockiego.
Wierni kościoła rzymskokatolickiego należą do parafii św. Teresy od Dzieciątka Jezus w Białowieży.
Znajduje się tu nieczynny dworzec kolejowy Białowieża Towarowa, obecnie Restauracja Carska.
21 grudnia 1998 włączone do Białowieży.